# Religia fikcyjna
Religia fikcyjna – fikcyjny system wierzeń, stworzony na potrzeby literatury, filmu bądź gry. Religie fikcyjne mogą stanowić system kompleksowy i opierać się na istniejących religiach. Niektóre religie fikcyjne zyskały prawdziwych wyznawców w świecie rzeczywistym (zob. np. Jediizm).
W powieściach fantasy indywidualna wiara w bóstwo lub bóstwa jest na ogół traktowana pozytywnie. Natomiast zorganizowane religie będące częścią świata fantastycznego są nierzadko przedstawiane jako zepsute i skorumpowane – przykładami są omnianizm w Pomniejszych bóstwach Terry’ego Pratchetta oraz kult Bezimiennych Bogów w cyklu Ziemiomorze Ursuli K. Le Guin
Przykładami fikcyjnych religii są:
- religie w powieściach utopijnych[5],
- Earthseed z powieści Przypowieść o siewcy i Przypowieść o talentach Octavii E. Butler[6],
- kult Cthulhu w literaturze H.P. Lovecrafta[7],
- Kościół Wszystkich Światów z powieści Obcy w obcym kraju Roberta A. Heinleina[7],
- bokononizm z powieści Kocia kołyska Kurta Vonneguta[8],
- religia występująca w powieści Nacja Terry’ego Pratchetta[2],
- religie z powieści Gra o tron George'a R.R. Martina (np. kult Utopionego Boga)[9],
- oparta na scjentologii religia występująca w serii gier Fallout[10],
- religia występująca w serii gier Mass Effect[11].